# Beihaisjön
Beihaisjön (kinesiska: 北海湖) är en sjö i Kina.  Den ligger i centrala Peking. Sjön är den centrala delen i den omgivande Beihai-parken. Beihaisjön ligger 43 meter över havet. Runt Beihaisjön är det i huvudsak tätbebyggt.